# 콩새

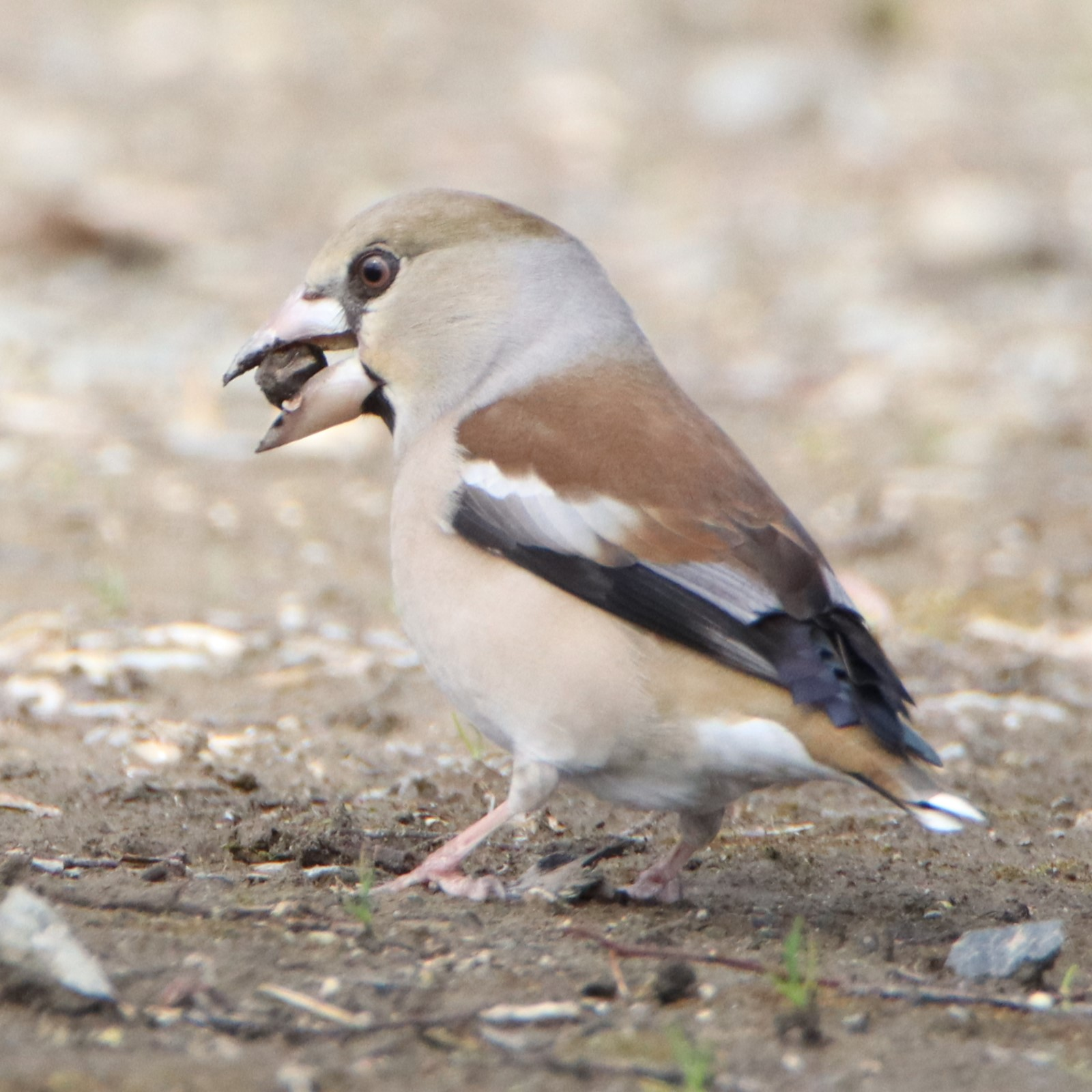
콩새 암컷 겨울깃

콩새는 참새목 되새과에 속하는 새이다. 머리가 크고 부리가 매우 두껍고 강한 대형 조류. 몸길이는 약 18cm이다. 콩새는 강한 부리로 단단한 식물의 씨를 부숴 먹는다. 콩새는 몸이 오렌지빛 갈색이고, 날개는 검은색을 때며 큰 반점이 있다. 수컷은 머리가 밤색이고 몸 아랫부분은 분홍빛을 띠며, 암수 모두 가슴에 아기의 턱밭이처럼 보이는 반점이 있다. 콩새는 모습을 잘 드러내지 않고 많은 시간을 식물의 씨나 애벌레를 먹으면서 나무 꼭대기에 숨어 지낸다. 콩새는 유럽 대부분의 지역과 북아메리카, 아시아 등지에 분포하며, 활엽수에 서식한다. 우리나라에서는 어디서나 흔히 볼 수 있는 겨울철새이다.